# Osny Augusto Werner
Osny Augusto Werner, ou simplesmente Osny, (Rio de Janeiro, 11 de outubro de 1898 — Rio de Janeiro, 14 de maio de 1971) foi um futebolista brasileiro que atuava como zagueiro. Osny também era conhecido como o centauro de cobertor.

## Biografia
Osny jogou no Botafogo entre 1916 e 1919, ao marcar 5 tentos em 70 partidas. Em 1916, integrou a Seleção Brasileira juntamente com Arthur Friedenreich, Amílcar Barbuy, Luiz Menezes, Casemiro e estreou em 18 de julho de 1916 contra o Uruguai, em Montevideo, seu único jogo pela ‘canarinho’. Além de jogar futebol, também atuava como árbitro.

## Centauro de cobertor
Em 1919, a equipe do Botafogo excursionou ao Recife. O jogador que mais atenção despertou entre os cariocas foi Osny Werner. O zagueiro botafoguense sofria da vista e jogava de óculos, usava uma toalha presa ao ombro, com a qual enxugava o rosto constantemente, levava um casquete, ou gorro, à cabeça. Logicamente, isso despertava curiosidade e servia de comentário entre os torcedores.
Mais tarde seria definido pelo célebre escritor Nelson Rodrigues, pernambucano radicado e consagrado no Rio de Janeiro, como um jogador que “varava o campo como um centauro de cobertor”.